# Ненад Ковачевић
Ненад Ковачевић (Краљево, 11. новембар 1980) је бивши српски фудбалер, а садашњи фудбалски тренер.

## Клупска каријера
Почео је да тренира у школи фудбала Бубамара из Краљева. Након тога је био играч краљевачке Слоге, а 1997. постаје играч Црвене звезде. Као играч Црвене звезде је неколико сезона провео на позајмицама, прво 1997. у Јединству из Уба, већ 1998. прелази у Биг Бул, од 1999. до 2000. је играо за Борац из Чачка, затим од 2000. до 2002. наступа за Будућност из Банатског Двора. 
Од сезоне 2002/03. је заиграо за Црвену звезду. За београдске црвено-беле је одиграо 85 првенствених утакмица и постигао један гол, носио је број 16, а чак и капитенску траку. Са Црвеном звездом је освојио два трофеја националног шампионата и купа (дупле круне 2004. и 2006). 
Дана 30. августа 2006. потписује четворогодишњи уговор са француским прволигашем Лансом. Иако је Ланс у сезони 2007/08. испао у другу лигу (где се задржао само једну сезону) Ковачевић је ипак остао у клубу, али Ланс у сезони 2010/11. поново заузима 19. место у Првој лиги и испада у нижи ранг. 
Дана 1. јула 2011. потписује двогодишњи уговор са својим бившим клубом, Црвеном звездом, али је тада уместо 16 носио број 33 на дресу. Иако је носио и капитенску траку, тренер Просинечки му је у децембру 2011. поручио да не рачуна на њега и да може да напусти клуб. Почетком јануара 2012. је раскинуо уговор са Црвеном звездом, а касније тог месеца је потписао уговор са азербејџанским Бакуом.
У марту 2013. наставио каријеру у румунском друголигашу УТА Араду, да би од јуна 2013. наступао за француског друголигаша Ним. Каријеру је окончао у ФК Земун.

## Репрезентација
За репрезентацију Србије и Црне Горе, а затим Србије је одиграо укупно 25. утакмица. Дебитовао је 27. марта 2003. у пријатељској утакмици са Бугарском (1:2) у Крушевцу, а последњи пут у дресу националног тима је играо 28. маја 2008. против Русије (1:2) у Бургхаузену.

## Тренерска каријера
Тренерску каријеру је почео у лето 2017. године када је преузео четвртолигаша Подунавац из Белегиша. У новембру исте године преузима трећелигаша Сопот. Потом је од септембра 2018. преузео још једног трећелигаша Прву Искру из Барича. У јануару 2019. године преузима Вршац, а у јуну исте године постаје тренер Радничког из Сремске Митровице.

## Трофеји

### Црвена звезда
- Првенство СЦГ (2) : 2003/04, 2005/06.
- Куп СЦГ (2) : 2003/04, 2005/06.